# Joakim Noah
Joakim Simon Noah, född 25 februari 1985 i New York i New York, är en amerikansk-fransk-svensk basketspelare. Joakim Noah spelar för Memphis Grizzlies i NBA som center.
Joakim Noah är son till den franske före detta tennisspelaren Yannick Noah och den svenska fotomodellen Cecilia Rodhe. Han innehar svenskt, franskt och amerikanskt medborgarskap.[källa behövs]

## NBA-karriär
Den 28 juni 2007 draftades Noah som totalt 9:e spelare i NBA-draften av Chicago Bulls.
Säsongen 2013/2013 blev han uttagen till NBA:s All Star-match för första gången.

## Landslagskarriär
Joakim Noah kunde välja mellan att spela för fyra olika landslag: det svenska, det franska, det amerikanska och det kamerunska. Han valde till slut det franska och debuterade för dem den 24 juli 2009.
Han deltog i EM 2011 för Frankrikes landslag och vann där silver.